# Cielo (teatro)
Il cielo o aria o soffitto in teatro è l'elemento scenico che, insieme alle quinte e al fondale, serve a delimitare (traguardare) lo spazio scenico: mentre le quinte lo delimitano lateralmente, il cielo o aria o soffitto lo delimita in altezza, infatti viene posto all'altezza del boccascena mobile, parallelo alla linea di terra. 
Oltre alla funzione di traguardo, che impedisce al pubblico di vedere i muri del teatro o altre strutture di servizio (sfori), serve anche a nascondere le americane.
Ad ogni coppia di quinte corrisponde un cielo o aria o soffitto, pertanto la quantità necessaria e le misure di ogni elemento variano a seconda della grandezza del palcoscenico.
Solitamente è appeso in graticcia per mezzo di tiri effettuati con corde di canapa, o fissato ad una struttura portante.

## Tipologie
- Può essere in tela, o altro tessuto pesante (velluto).
- Nero, se ha solo una valenza di servizio.
- Colorato e scenografato, se è parte integrante della scenografia.
- Armato, cioè montato su telaio.
- Libero, con sacca in testa dove passa lo stangone che sarà legato in graticcia.
- A panneggio, con nastri in testa per essere legato allo stangone.

In questi due ultimi casi il bordo inferiore e i laterali della stoffa sono orlati.